# Izbori u Slobodnoj Državi Rijeci 1921.
Izbori u Slobodnoj Državi Rijeci održali su se 1921. prvi parlamentarni izbori. Dvije glavne suprotstavljene struje na izborima u Slobodnoj Državi Rijeci su autonomaši i nacionalni pro-talijanski blok. Autonomna stranka (uz podršku i većine glasova riječkih Hrvata) dobila je 6558, a nacionalni blok (fašistička, liberalna i demokratska stranka) dobio je 3443 glasa. Predsjednik Vlade postao je šef Autonomne stranke Riccardo Zanella. 